# Corey Beaulieu
Corey Beaulieu, född 22 november 1983 i Dover-Foxcroft, Maine, är en amerikansk gitarrist och medlem i metalbandet Trivium. Han var också gästmusiker på det kanadensiska thrash metal-bandet Annihilators album Metal (2007), där han spelar ett solo på spåret "Kicked".